# Mania (Satrapin)
Mania (griechisch Μανία; * vor 440 v. Chr.; † um 399 v. Chr.) war eine griechisch-persische Statthalterin. Sie verwaltete unter dem persischen Satrapen (Statthalter) Pharnabazos II. Ende des 5. Jahrhunderts v. Chr. Teile der Troas als Untersatrapin. Sie war die Witwe des Untersatrapen Zenis (griechisch Ζῆνις) und stammte wie dieser aus Dardanos.
Nach dem Tod ihres Mannes durfte Mania dessen Herrschaftsgebiet in der Troas eigenständig weiterverwalten. Dass im Perserreich hohe Verwaltungsstellen durch Frauen besetzt wurden, war möglich, wie auch das Beispiel der karischen Satrapin Artemisia zeigt, es geschah jedoch äußerst selten. Xenophon zufolge soll Mania sich die einflussreichsten Personen des Hofstaats durch Geschenke gewogen gemacht haben und konnte Pharnabazos II. durch mutiges Auftreten und entschlossene Rede von ihrer Führungskompetenz überzeugen.
Als Untersatrapin leitete Mania mit einem Heer von griechischen Söldnern erfolgreich Feldzüge und vergrößerte den persischen Herrschaftsbereich in Kleinasien durch die Eroberung autonomer griechischer Küstenstädte in der Troas: Larisa, Hamaxitos und Kolonai. Sie kämpfte bei den Feldzügen nicht aktiv mit, nahm aber vor Ort von einem Wagen aus als Beobachterin am Kriegsgeschehen Teil und motivierte das Heer durch Belohnung für gute Leistungen.
Um ihre Macht zu erhalten, orientierte Mania sich an explizit männlichen Verhaltensnormen: Während ihrer Statthalterschaft brachte sie Pharnabazos II. reiche Geschenke dar, leistete zuverlässig die Abgaben in gewohnter Höhe und verhielt sich ihrem Vorgesetzten gegenüber loyal. Pharnabazos schätzte sie als besonders gute Gastgeberin. Ihre Loyalität und Zuverlässigkeit kontrastiert Xenophon mit ihrem Schwiegersohn Meidias, den er als skrupellosen Putschisten darstellt. Mania unterstützte Pharnabazos II. gegen die aufsässigen Myser und Pisider und nahm mit ihrem Söldnerheer auch persönlich an diesen militärischen Kampagnen teil.
Mania genoss aufgrund ihres Verhaltens, das männlichen Normen entsprach, hohen Respekt und stand als Beraterin (griechisch σύμβουλος) bei Pharnabazos in Ansehen:

„Sie beteiligte sich auch an den Feldzügen des Pharnabazos (…). Dafür behandelte umgekehrt Pharnabazos sie mit einer Ehrerbietung, wie sie hochgestellten Persönlichkeiten zukommt, und berief sie bisweilen zu sich, um ihren Rat zu hören.“

Neben der positiven Charakterzeichnung beurteilt Xenophon Mania als Tyrannin, und ein für einen Tyrannen typisches Schicksal ereilte sie: Mania wurde im Alter von über vierzig Jahren von ihrem Schwiegersohn Meidias ermordet, auch ihr ca. 17-jähriger Sohn fiel dem Machtstreben des Meidias zum Opfer. Der Usurpator konnte sich in Folge nicht etablieren, da die meisten der zuvor von Mania kontrollierten Städte sich ihm nicht ergaben. Pharnabazos II. erkannte ihn nicht als neuen Verwalter an. Als kurz darauf der spartanische Feldherr Derkylidas eintraf, fielen die meisten Städte der Aiolis von den Persern ab. Derkylidas eroberte die vormalige Satrapie der Mania und bemächtigte sich in den Städten Skepsis und Gergis ihrer Schätze.